# Мутаєво
Мута́єво (рос. Мутаево, башк. Мотай) — присілок у складі Мелеузівського району Башкортостану, Росія. Входить до складу Саришевської сільської ради.
Населення — 153 особи (2010; 152 в 2002).
Національний склад:
- башкири — 88%